# Montreuil-des-Landes
Montreuil-des-Landes é uma comuna francesa na região administrativa da Bretanha, no departamento de Ille-et-Vilaine. Estende-se por uma área de 9,42 km². Em 2010 a comuna tinha 241 habitantes (densidade: 25,6 hab./km²).